# Cinquième district congressionnel de l'Illinois
Le 5e district congressionnel de l'Illinois est un district de l'État américain de l'Illinois, il couvre des parties des comtés de Cook et Lake, à partir du redécoupage de 2023 qui a suivi le recensement de 2010. Tout ou partie de Chicago, Inverness, Arlington Heights, Barrington Hills, Des Plaines, Palatine, Mount Prospect, Deer Park, Kildeer, Lake Zurich, Long Grove et North Barrington sont inclus.
Il est représenté par le Démocrate Mike Quigley depuis l'élection spéciale d'avril 2009.
Le district a été créé dans le cadre du 28e Congrès des États-Unis, qui s'est réuni pour la première fois le 4 mars 1843 ; il était initialement représenté par Stephen A. Douglas, dont le Kansas-Nebraska Act a incité la création du Parti Républicain. Depuis le redécoupage des années 1990, il a couvert la majeure partie du côté nord de Chicago ; le redécoupage de 2010 l'a étendu au Comté de DuPage. Il était représenté par le Démocrate Rahm Emanuel de janvier 2003 jusqu'à sa démission le 2 janvier 2009 pour devenir Chef de Cabinet de la Maison Blanche. Le 8 avril 2009, Mike Quigley a remporté une élection spéciale pour occuper le siège.
Le district a un CPVI de D +20. Le district et ses prédécesseurs ont été aux mains des démocrates pendant presque quatre ans depuis 1909. Deux de ces années sont survenues après que Dan Rostenkowski a perdu son siège au profit du Républicain Michael Patrick Flanagan à cause du scandale du bureau de poste du Congrès. Au niveau national, le scandale a contribué à déclencher la révolution républicaine de 1994. Cependant, Flanagan a été vaincu après un seul mandat par le Représentant de l'État Rod Blagojevich en 1996, et aucun Républicain n'a réussi à obtenir même 35 % des voix dans le district depuis lors. Blagojevich a cédé le siège à Emanuel en 2003.

## Géographie
| #  | Comté | Siège    | Population |
| -- | ----- | -------- | ---------- |
| 31 | Cook  | Chicago  | 5 087 072  |
| 97 | Lake  | Waukegan | 708 760    |

### Villes et CDP de 10 000 habitants ou plus
- Chicago - 2 665 039
- Schaumburg - 78 723
- Arlington Heights - 77 676
- Palatine - 67 908
- Skokie - 67 824
- Des Plaines - 60 675
- Mount Prospect - 56 852
- Hoffman Estates - 52 530
- Glenview - 48 705
- Buffalo Grove - 43 212
- Park Ridge - 39 656
- Niles - 30 912
- Rolling Meadows - 24 200
- Lake Zurich - 19 759
- Prospect Heights - 16 058
- Norridge - 15 251
- Schiller Park - 11 709
- Barrington - 10 722

### 2 500 - 10 000 habitants
- Hawthorn Woods - 9 602
- Harwood Heights - 9 065
- Long Grove - 8 366
- Inverness - 7 616
- Lake Barrington - 5 100
- South Barrington - 5 077
- Fox River Grove - 4 702
- Barrington Hills - 4 114
- Kildeer - 4 091
- Rosemont - 3 952
- Deer Park - 3 681
- North Barrington - 3 171

À la suite du redécoupage de 2020, ce district passera d'un district basé à Chicago à un district principalement basé dans le Comté de Cook avec une partie dans le sud du Comté de Lake.
Le 5e district englobe les quartiers de Chicago de Jefferson Park ; la grande majorité d'O'Hare, Lincoln Park, Norwood Park, North Park et Lake View; le quartier historique de North Mayfair d'Albany Park; la majeure partie de Lincoln Square; et une partie d'Irving Park.
En dehors des limites de la ville de Chicago, ce district englobe les municipalités suivantes du Comté de Cook d'Inverness, Harwood Heights, Norridge et Barrington (partagé avec le Comté de Lake); la plupart de Arlington Heights, Barrington Hills et Park Ridge ; la moitié de Des Plaines, Palatine, Mount Prospect et Schiller Park; et des parties de Rosemont, Skokie, Niles, Glenview, Rolling Meadows, Prospect Heights, Buffalo Grove, Schaumburg (partagé avec le Comté de DuPage), Hoffman Estates et South Barrington.
Le Comté de Lake est divisé entre ce district et le 9e district. Ils sont séparés par la Fox River, Kelsey Rd, W Miller Rd, Echo Lake Rd, Sacomano Meadows Pond 1, Midlothian Rd, N Old Henry Rd, N Quentin Rd, Lake Zurich Rd, Twin Orchard Country Club, Mundelein Rd, Hicks Rd, Bridgewater Farm, Crossing Pond Park, and Arlington Heights Rd. Le 5e district englobe les municipalités de Deer Park, Barrington (partagé avec le Comté de Cook); la grande majorité de Lake Zurich et Kildeer; la moitié sud de Long Grove; la partie de North Barrington au sud de Miller Rd, l'est de Fox River Grove; le sud de Lake Barrington et le sud-ouest de Hawthorn Woods.

## Historique de vote
Ce tableau indique comment le district a voté aux élections présidentielles américaines ; les résultats des élections reflètent le vote dans la circonscription telle qu'elle était configurée au moment de l'élection, et non telle qu'elle est configurée aujourd'hui.
| Année | Poste     | Résultats               |
| ----- | --------- | ----------------------- |
| 2000  | Président | Gore 63,0 % – 33,0 %    |
| 2004  | Président | Kerry 67,0 % – 33,0 %   |
| 2008  | Président | Obama 70,0 % – 29,0 %   |
| 2012  | Président | Obama 66,0 % – 32,0 %   |
| 2016  | Président | Clinton 71,0 % – 24,0 % |
| 2020  | Président | Biden 72,0 % – 26,0 %   |

Ce tableau indique comment le district a voté lors des récentes élections à l'échelle de l'État ; les résultats des élections reflètent le vote dans la circonscription telle qu'elle est actuellement configurée, pas nécessairement telle qu'elle était au moment de ces élections.
| Année | Poste             | Résultats                   |
| ----- | ----------------- | --------------------------- |
| 2016  | Président         | Clinton 65,5 % – 27,3 %     |
| 2016  | Sénat             | Duckworth 58,6 % – 36,5 %   |
| 2018  | Gouverneur        | Pritzker 61,6 % – 34,5 %    |
| 2018  | Procureur Général | Raoul 62,9 % – 34,8 %       |
| 2018  | Secrétaire d'État | White 75,4 % – 21,9 %       |
| 2020  | Président         | Biden 69,0 % – 29,2 %       |
| 2020  | Sénat             | Durbin 65,2 % – 29,2 %      |
| 2022  | Sénat             | Duckworth 69,9 % – 28,6 %   |
| 2022  | Gouverneur        | Pritzker 69,5 % – 28,0 %    |
| 2022  | Procureur Général | Raoul 68,1 % – 30,1 %       |
| 2022  | Secrétaire d'État | Giannoulias 68,6 % – 29,5 % |

## Représentants connus
| Membre                        | Notes |
| ----------------------------- | --- |
| Stephen A. Douglas            | Nommé 7e Secrétaire d'État de l'Illinois (1840 - 1841) Élu Juge Assesseur de la Cour Suprême de l'Illinois (1841-1843) Élu Sénateur de l'Illinois (1847 - 1861) Candidat Démocrate pour l'Élection Présidentielle de 1860 |
| William Alexander Richardson  | Élu 12e Président de la Chambre des Représentants (1842 - 1844) A servi comme Capitaine et ensuite Major dans l'U.S. Army durant la Guerre américano-mexicaine Candidat Démocrate pour l'Élection du Gouverneur de l'Illinois de 1856 Nommé 5e Gouverneur du Territoire du Nebraska (1858) Élu Sénateur de l'Illinois (1863-1865) |
| Robert M. A. Hawk (en)        | A servi comme Premier-Lieutenant, Capitaine et Major dans l'Armée de l'Union durant la Guerre de Sécession (1862-1865) |
| Robert R. Hitt (en)           | Chargé d'Affaires ad interim à Paris (1874-1881) Nommé 13e Assistant au Secrétaire d'État des États-Unis (1881) Régent du Smithsonian Institution (1879-1885) |
| Horatio C. Burchard           | Nommé 15e Directeur de l'Imprimerie des États-Unis (1879-1885) |
| Albert J. Hopkins             | Élu Sénateur de l'Illinois (1903-1909) |
| Adolph J. Sabath (en)         | A servi comme Doyen de la Chambre des Représentants des États-Unis (1934-1952) |
| Dan Rostenkowski              | A servi comme Whip Adjoint en Chef de la Majorité (1977-1981) |
| Michael Patrick Flanagan (en) | A servi comme Capitaine dans l'U.S. Army et a combattu dans la Guerre du Golfe (1991-1992) |
| Rod Blagojevich               | Élu 40e Gouverneur de l'Illinois (2003-2009) |
| Rahm Emanuel                  | Nommé Directeur Politique de la Maison-Blanche sous le Président Bill Clinton (1993) Nommé Conseiller Principal du Président des États-Unis sous le Président Barack Obama (2009-2010) Élu 55e Maire de Chicago (2011-2019) |

## Liste des Représentants du district
| Membre                          | Parti       | Années                             | Congrès     | Histoire électorale |
| ------------------------------- | ----------- | ---------------------------------- | ----------- | --- |
| District établit le 4 mars 1843 |             |                                    |             | |
| Stephen A. Douglas              | Démocrate   | 4 mars 1843 - 3 mars 1847          | 28e , 29e   | Élu en 1842. Réélu en 1844. Réélu en 1846. Démissionne lorsqu'il est élu Sénateur des États-Unis. |
| Vacant                          | Vacant      | 3 mars 1847 - 6 décembre 1847      | 30e         | |
| William Alexander Richardson    | Démocrate   | 6 décembre 1847 - 25 août 1856     | 30e - 34e   | Élu pour terminer le mandat de Douglas. Réélu en 1848. Réélu en 1850. Réélu en 1852. Réélu en 1854. Démissionne |
| Vacant                          | Vacant      | 25 août 1856 - 4 novembre 1856     | 34e         | |
| Jacob C. Davis (en)             | Démocrate   | 4 novembre 1856 - 3 mars 1857      | 34e         | Élu pour terminer le mandat de Richardson. |
| Isaac N. Morris                 | Démocrate   | 4 mars 1857 - 3 mars 1861          | 35e , 36e   | Élu en 1856. Réélu en 1858. |
| William Alexander Richardson    | Démocrate   | 4 mars 1861 - 29 janvier 1863      | 37e         | Élu en 1860. Réélu en 1862. Démissionne lorsqu'il est élu Sénateur des États-Unis. |
| Vacant                          | Vacant      | 29 janvier 1863 - 3 mars 1863      | 37e         | |
| Owen Lovejoy (en)               | Républicain | 4 mars 1863 - 25 mars 1864         | 38e         | Redécoupage depuis le 3e district et réélu en 1862. Décès. |
| Vacant                          | Vacant      | 25 mars 1864 - 20 mai 1864         | 38e         | |
| Ebon C. Ingersoll (en)          | Républicain | 20 mai 1864 - 3 mars 1871          | 38e - 41e   | Élu en pour terminer le mandat de Lovejoy. Réélu en 1864. Réélu en 1866. Réélu en 1868. |
| Bradford N. Stevens (en)        | Démocrate   | 4 mars 1871 - 3 mars 1873          | 42e         | Élu en 1870 |
| Horatio C. Burchard             | Républicain | 4 mars 1873 - 3 mars 1879          | 43e - 45e   | Redécoupage depuis le 3e district et réélu en 1872. Réélu en 1874. Réélu en 1876. |
| Robert M. A. Hawk (en)          | Républicain | 4 mars 1879 - 29 juin 1882         | 46e , 47e   | Élu en 1878. Réélu en 1880. Décès. |
| Vacant                          | Vacant      | 29 juin 1882 - 7 novembre 1882     | 47e         | |
| Robert R. Hitt (en)             | Républicain | 4 décembre 1882 - 3 mars 1883      | 47e         | Élu pour terminer le mandat de Hawk. Redécoupage vers le 6e district. |
| Reuben Ellwood (en)             | Républicain | 4 mars 1883 - 1er juillet 1885     | 48e , 49e   | Élu en 1882. Réélu en 1884. Décès. |
| Vacant                          | Vacant      | 1er juillet 1885 - 7 décembre 1885 | 49e         | |
| Albert J. Hopkins               | Républicain | 7 décembre 1885 - 3 mars 1895      | 49e - 53e   | Élu pour terminer le mandat d'Ellwood. Réélu en 1886. Réélu en 1888. Réélu en 1890. Réélu en 1892. Redécoupage vers le 8e district. |
| George E. White (en)            | Républicain | 4 mars 1895 - 3 mars 1899          | 54e , 55e   | Élu en 1894. Réélu en 1896. |
| Edward T. Noonan (en)           | Démocrate   | 4 mars 1899 - 3 mars 1901          | 56e         | Élu en 1898. |
| William F. Mahoney (en)         | Démocrate   | 4 mars 1901 - 3 mars 1903          | 57e         | Élu en 1900. Redécoupage vers le 8e district. |
| James McAndrews (en)            | Démocrate   | 4 mars 1903 - 3 mars 1905          | 58e         | Redécoupage depuis le 4e district et réélu en 1902. |
| Anthony Michalek (en)           | Républicain | 4 mars 1905 - 3 mars 1907          | 59e         | Élu en 1904. |
| Adolph J. Sabath (en)           | Démocrate   | 4 mars 1907 - 3 janvier 1949       | 60e - 80e   | Élu en 1906. Réélu en 1908. Réélu en 1910. Réélu en 1912. Réélu en 1914. Réélu en 1916. Réélu en 1918. Réélu en 1920. Réélu en 1922. Réélu en 1924. Réélu en 1926. Réélu en 1928. Réélu en 1930. Réélu en 1932. Réélu en 1934. Réélu en 1936. Réélu en 1938. Réélu en 1940. Réélu en 1942. Réélu en 1944. Réélu en 1946. Redécoupage vers le 7e district. |
| Martin Gorski (en)              | Démocrate   | 3 janvier 1949 - 4 décembre 1949   | 81e         | Redécoupage depuis le 4e district et réélu en 1948. Décès. |
| Vacant                          | Vacant      | 4 décembre 1949 - 3 janvier 1951   | 81e         | |
| John C. Kluczynski (en)         | Démocrate   | 3 janvier 1951 - 26 janvier 1975   | 82e - 94e   | Élu en 1950. Réélu en 1952. Réélu en 1954. Réélu en 1956. Réélu en 1958. Réélu en 1960. Réélu en 1962. Réélu en 1964. Réélu en 1966. Réélu en 1968. Réélu en 1970. Réélu en 1972. Réélu en 1974. Décès. |
| Vacant                          | Vacant      | 26 janvier 1975 - 8 juillet 1975   | 94e         | |
| John G. Fary (en)               | Démocrate   | 8 juillet 1975 - 3 janvier 1983    | 94e - 97e   | Élu pour terminer le mandat de Kluczynski. Réélu en 1976. Réélu en 1978. Réélu en 1980. |
| Bill Lipinski                   | Démocrate   | 3 janvier 1983 - 3 janvier 1993    | 98e - 102e  | Élu en 1982. Réélu en 1984. Réélu en 1986. Réélu en 1988. Réélu en 1990. Redécoupage vers le 3e district. |
| Dan Rostenkowski                | Démocrate   | 3 janvier 1993 - 3 janvier 1995    | 103e        | Redécoupage depuis le 8e district et réélu en 1992. perd sa réélection. |
| Michael P. Flanagan (en)        | Républicain | 3 janvier 1995 - 3 janvier 1997    | 104e        | Élu en 1994. perd sa réélection. |
| Rod Blagojevich                 | Démocrate   | 3 janvier 1997 - 3 janvier 2003    | 105e - 107e | Élu en 1996. Réélu en 1998. Réélu en 2000. Retrait pour se présenter comme Gouverneur de l'Illinois. |
| Rahm Emanuel                    | Démocrate   | 3 janvier 2003 - 2 janvier 2009    | 108e - 110e | Élu en 2002. Réélu en 2004. Réélu en 2006. Réélu en 2008. Démissionne pour devenir Chef de Cabinet de la Maison-Blanche. |
| Vacant                          | Vacant      | 2 janvier 2009 - 7 avril 2009      | 110e , 111e | |
| Mike Quigley                    | Démocrate   | 7 avril 2009 - Présent             | 111e - 118e | Élu pour terminer le mandat d'Emanuel. Réélu en 2010. Réélu en 2012. Réélu en 2014. Réélu en 2016. Réélu en 2018. Réélu en 2020. Réélu en 2022. |

## Résultats des récentes élections
Voici les résultats des dix précédents cycles électoraux dans le district.

### 2004
| Élection de 2004 du 5e district congressionnel de l'Illinois | Élection de 2004 du 5e district congressionnel de l'Illinois | Élection de 2004 du 5e district congressionnel de l'Illinois | Élection de 2004 du 5e district congressionnel de l'Illinois | Élection de 2004 du 5e district congressionnel de l'Illinois |
| ------------------------------------------------------------ | ------------------------------------------------------------ | ------------------------------------------------------------ | ------------------------------------------------------------ | ------------------------------------------------------------ |
| Parti                                                        | Parti                                                        | Candidat                                                     | Votes                                                        | %                                                            |
|                                                              | Démocrate                                                    | Rahm Emanuel (sortant)                                       | 158 400                                                      | 76,18                                                        |
|                                                              | Républicain                                                  | Bruce Best                                                   | 49 530                                                       | 23,82                                                        |
| Total des votes                                              | Total des votes                                              | Total des votes                                              | 207 930                                                      | 100 %                                                        |
|                                                              | Les Démocrates conservent                                    |                                                              |                                                              |                                                              |

### 2006
| Élection de 2006 du 5e district congressionnel de l'Illinois | Élection de 2006 du 5e district congressionnel de l'Illinois | Élection de 2006 du 5e district congressionnel de l'Illinois | Élection de 2006 du 5e district congressionnel de l'Illinois | Élection de 2006 du 5e district congressionnel de l'Illinois |
| ------------------------------------------------------------ | ------------------------------------------------------------ | ------------------------------------------------------------ | ------------------------------------------------------------ | ------------------------------------------------------------ |
| Parti                                                        | Parti                                                        | Candidat                                                     | Votes                                                        | %                                                            |
|                                                              | Démocrate                                                    | Rahm Emanuel (sortant)                                       | 114 319                                                      | 77,99                                                        |
|                                                              | Républicain                                                  | Kevin Edward White                                           | 32 250                                                       | 22,0                                                         |
|                                                              | Write-In                                                     | John Houlihan                                                | 12                                                           | <0,01                                                        |
| Total des votes                                              | Total des votes                                              | Total des votes                                              | 146 581                                                      | 100 %                                                        |
|                                                              | Les Démocrates conservent                                    |                                                              |                                                              |                                                              |

### 2008
| Élection de 2008 du 5e district congressionnel de l'Illinois | Élection de 2008 du 5e district congressionnel de l'Illinois | Élection de 2008 du 5e district congressionnel de l'Illinois | Élection de 2008 du 5e district congressionnel de l'Illinois | Élection de 2008 du 5e district congressionnel de l'Illinois |
| ------------------------------------------------------------ | ------------------------------------------------------------ | ------------------------------------------------------------ | ------------------------------------------------------------ | ------------------------------------------------------------ |
| Parti                                                        | Parti                                                        | Candidat                                                     | Votes                                                        | %                                                            |
|                                                              | Démocrate                                                    | Rahm Emanuel (sortant)                                       | 170 728                                                      | 73,94                                                        |
|                                                              | Républicain                                                  | Tom Hanson                                                   | 50 881                                                       | 22,04                                                        |
|                                                              | Vert                                                         | Alan Augustson                                               | 9283                                                         | 4,02                                                         |
| Total des votes                                              | Total des votes                                              | Total des votes                                              | 230 892                                                      | 100 %                                                        |
|                                                              | Les Démocrates conservent                                    |                                                              |                                                              |                                                              |

### 2009 (Spéciale)
| Élection Spéciale de 2009 du 5e district congressionnel de l'Illinois | Élection Spéciale de 2009 du 5e district congressionnel de l'Illinois | Élection Spéciale de 2009 du 5e district congressionnel de l'Illinois | Élection Spéciale de 2009 du 5e district congressionnel de l'Illinois | Élection Spéciale de 2009 du 5e district congressionnel de l'Illinois |
| --------------------------------------------------------------------- | --------------------------------------------------------------------- | --------------------------------------------------------------------- | --------------------------------------------------------------------- | --------------------------------------------------------------------- |
| Parti                                                                 | Parti                                                                 | Candidat                                                              | Votes                                                                 | %                                                                     |
|                                                                       | Démocrate                                                             | Mike Quigley                                                          | 30 561                                                                | 69,2                                                                  |
|                                                                       | Républicain                                                           | Rosanna Pulido                                                        | 10 662                                                                | 24,2                                                                  |
|                                                                       | Vert                                                                  | Matt Reichel                                                          | 2911                                                                  | 6,6                                                                   |
| Total des votes                                                       | Total des votes                                                       | Total des votes                                                       | 44 134                                                                | 100 %                                                                 |
|                                                                       | Les Démocrates conservent                                             |                                                                       |                                                                       |                                                                       |

### 2010
| Élection de 2010 du 5e district congressionnel de l'Illinois | Élection de 2010 du 5e district congressionnel de l'Illinois | Élection de 2010 du 5e district congressionnel de l'Illinois | Élection de 2010 du 5e district congressionnel de l'Illinois | Élection de 2010 du 5e district congressionnel de l'Illinois |
| ------------------------------------------------------------ | ------------------------------------------------------------ | ------------------------------------------------------------ | ------------------------------------------------------------ | ------------------------------------------------------------ |
| Parti                                                        | Parti                                                        | Candidat                                                     | Votes                                                        | %                                                            |
|                                                              | Démocrate                                                    | Mike Quigley (sortant)                                       | 108 360                                                      | 70,62                                                        |
|                                                              | Républicain                                                  | David Ratowitz                                               | 38 935                                                       | 25,38                                                        |
|                                                              | Vert                                                         | Matthew Reichel                                              | 6140                                                         | 4,0                                                          |
| Total des votes                                              | Total des votes                                              | Total des votes                                              | 153 435                                                      | 100 %                                                        |
|                                                              | Les Démocrates conservent                                    |                                                              |                                                              |                                                              |

### 2012
| Élection de 2012 du 5e district congressionnel de l'Illinois | Élection de 2012 du 5e district congressionnel de l'Illinois | Élection de 2012 du 5e district congressionnel de l'Illinois | Élection de 2012 du 5e district congressionnel de l'Illinois | Élection de 2012 du 5e district congressionnel de l'Illinois |
| ------------------------------------------------------------ | ------------------------------------------------------------ | ------------------------------------------------------------ | ------------------------------------------------------------ | ------------------------------------------------------------ |
| Parti                                                        | Parti                                                        | Candidat                                                     | Votes                                                        | %                                                            |
|                                                              | Démocrate                                                    | Mike Quigley (sortant)                                       | 177 279                                                      | 65,7                                                         |
|                                                              | Républicain                                                  | Dan Schmitt                                                  | 77 289                                                       | 28,6                                                         |
|                                                              | Vert                                                         | Nancy Wade                                                   | 15 359                                                       | 5,7                                                          |
| Total des votes                                              | Total des votes                                              | Total des votes                                              | 270 377                                                      | 100 %                                                        |
|                                                              | Les Démocrates conservent                                    |                                                              |                                                              |                                                              |

### 2014
| Élection de 2014 du 5e district congressionnel de l'Illinois | Élection de 2014 du 5e district congressionnel de l'Illinois | Élection de 2014 du 5e district congressionnel de l'Illinois | Élection de 2014 du 5e district congressionnel de l'Illinois | Élection de 2014 du 5e district congressionnel de l'Illinois |
| ------------------------------------------------------------ | ------------------------------------------------------------ | ------------------------------------------------------------ | ------------------------------------------------------------ | ------------------------------------------------------------ |
| Parti                                                        | Parti                                                        | Candidat                                                     | Votes                                                        | %                                                            |
|                                                              | Démocrate                                                    | Mike Quigley (sortant)                                       | 116 364                                                      | 63,2                                                         |
|                                                              | Républicain                                                  | Vince Kolber                                                 | 56 350                                                       | 30,6                                                         |
|                                                              | Vert                                                         | Nancy Wade                                                   | 11 305                                                       | 6,1                                                          |
| Total des votes                                              | Total des votes                                              | Total des votes                                              | 184 019                                                      | 100 %                                                        |
|                                                              | Les Démocrates conservent                                    |                                                              |                                                              |                                                              |

### 2016
| Élection de 2016 du 5e district congressionnel de l'Illinois | Élection de 2016 du 5e district congressionnel de l'Illinois | Élection de 2016 du 5e district congressionnel de l'Illinois | Élection de 2016 du 5e district congressionnel de l'Illinois | Élection de 2016 du 5e district congressionnel de l'Illinois |
| ------------------------------------------------------------ | ------------------------------------------------------------ | ------------------------------------------------------------ | ------------------------------------------------------------ | ------------------------------------------------------------ |
| Parti                                                        | Parti                                                        | Candidat                                                     | Votes                                                        | %                                                            |
|                                                              | Démocrate                                                    | Mike Quigley (sortant)                                       | 212 842                                                      | 67,8                                                         |
|                                                              | Républicain                                                  | Vince Kolber                                                 | 86 222                                                       | 27,5                                                         |
|                                                              | Vert                                                         | Rob Sherman                                                  | 4,7                                                          | 14 657                                                       |
|                                                              | Indépendant                                                  | Michael Krynski (write-in)                                   | 3                                                            | 0,0                                                          |
| Total des votes                                              | Total des votes                                              | Total des votes                                              | 313 724                                                      | 100 %                                                        |
|                                                              | Les Démocrates conservent                                    |                                                              |                                                              |                                                              |

### 2018
| Élection de 2018 du 5e district congressionnel de l'Illinois | Élection de 2018 du 5e district congressionnel de l'Illinois | Élection de 2018 du 5e district congressionnel de l'Illinois | Élection de 2018 du 5e district congressionnel de l'Illinois | Élection de 2018 du 5e district congressionnel de l'Illinois |
| ------------------------------------------------------------ | ------------------------------------------------------------ | ------------------------------------------------------------ | ------------------------------------------------------------ | ------------------------------------------------------------ |
| Parti                                                        | Parti                                                        | Candidat                                                     | Votes                                                        | %                                                            |
|                                                              | Démocrate                                                    | Mike Quigley (sortant)                                       | 213 992                                                      | 76,7                                                         |
|                                                              | Républicain                                                  | Tom Hanson                                                   | 65 134                                                       | 23,3                                                         |
|                                                              | Indépendant                                                  | Frank Rowder (write-in)                                      | 5                                                            | 0,0                                                          |
| Total des votes                                              | Total des votes                                              | Total des votes                                              | 279 131                                                      | 100 %                                                        |
|                                                              | Les Démocrates conservent                                    |                                                              |                                                              |                                                              |

### 2020
| Élection de 2018 du 5e district congressionnel de l'Illinois, | Élection de 2018 du 5e district congressionnel de l'Illinois, | Élection de 2018 du 5e district congressionnel de l'Illinois, | Élection de 2018 du 5e district congressionnel de l'Illinois, | Élection de 2018 du 5e district congressionnel de l'Illinois, |
| ------------------------------------------------------------- | ------------------------------------------------------------- | ------------------------------------------------------------- | ------------------------------------------------------------- | ------------------------------------------------------------- |
| Parti                                                         | Parti                                                         | Candidat                                                      | Votes                                                         | %                                                             |
|                                                               | Démocrate                                                     | Mike Quigley (sortant)                                        | 255 661                                                       | 70,77                                                         |
|                                                               | Républicain                                                   | Tom Hanson                                                    | 96 200                                                        | 26,63                                                         |
|                                                               | Vert                                                          | Thomas J. Wilda                                               | 9 408                                                         | 2,60                                                          |
|                                                               | Indépendant                                                   | Frank Rowder (write-in)                                       | 2                                                             | 0,0                                                           |
| Total des votes                                               | Total des votes                                               | Total des votes                                               | 361 271                                                       | 100 %                                                         |
|                                                               | Les Démocrates conservent                                     |                                                               |                                                               |                                                               |

### 2022
| Primaire Démocrate de 2022 du 5e district congressionnel de l'Illinois | Primaire Démocrate de 2022 du 5e district congressionnel de l'Illinois | Primaire Démocrate de 2022 du 5e district congressionnel de l'Illinois | Primaire Démocrate de 2022 du 5e district congressionnel de l'Illinois | Primaire Démocrate de 2022 du 5e district congressionnel de l'Illinois |
| ---------------------------------------------------------------------- | ---------------------------------------------------------------------- | ---------------------------------------------------------------------- | ---------------------------------------------------------------------- | ---------------------------------------------------------------------- |
| Parti                                                                  | Parti                                                                  | Candidat                                                               | Votes                                                                  | %                                                                      |
|                                                                        | Démocrate                                                              | Mike Quigley (sortant)                                                 | 82 490                                                                 | 100%                                                                   |

| Primaire Républicaine de 2022 du 5e district congressionnel de l'Illinois | Primaire Républicaine de 2022 du 5e district congressionnel de l'Illinois | Primaire Républicaine de 2022 du 5e district congressionnel de l'Illinois | Primaire Républicaine de 2022 du 5e district congressionnel de l'Illinois | Primaire Républicaine de 2022 du 5e district congressionnel de l'Illinois |
| ------------------------------------------------------------------------- | ------------------------------------------------------------------------- | ------------------------------------------------------------------------- | ------------------------------------------------------------------------- | ------------------------------------------------------------------------- |
| Parti                                                                     | Parti                                                                     | Candidat                                                                  | Votes                                                                     | %                                                                         |
|                                                                           | Républicain                                                               | Tom Hanson                                                                | 14 806                                                                    | 55,4                                                                      |
|                                                                           | Républicain                                                               | Malgorzata McGonigal                                                      | 11 916                                                                    | 44,6                                                                      |

| Élection de 2022 du 5e district congressionnel de l'Illinois | Élection de 2022 du 5e district congressionnel de l'Illinois | Élection de 2022 du 5e district congressionnel de l'Illinois | Élection de 2022 du 5e district congressionnel de l'Illinois | Élection de 2022 du 5e district congressionnel de l'Illinois |
| ------------------------------------------------------------ | ------------------------------------------------------------ | ------------------------------------------------------------ | ------------------------------------------------------------ | ------------------------------------------------------------ |
| Parti                                                        | Parti                                                        | Candidat                                                     | Votes                                                        | %                                                            |
|                                                              | Démocrate                                                    | Mike Quigley (sortant)                                       | 190 999                                                      | 59,56                                                        |
|                                                              | Républicain                                                  | Tom Hanson                                                   | 79 112                                                       | 28,81                                                        |
|                                                              | Indépendant                                                  | Jerico Matias Cruz                                           | 4 439                                                        | 1,61                                                         |
| Total des votes                                              | Total des votes                                              | Total des votes                                              | 274 550                                                      | 100 %                                                        |
|                                                              | Les Démocrates conservent                                    |                                                              |                                                              |                                                              |

### 2024
| Primaire Démocrate de 2024 du 5e district congressionnel de l'Illinois | Primaire Démocrate de 2024 du 5e district congressionnel de l'Illinois | Primaire Démocrate de 2024 du 5e district congressionnel de l'Illinois | Primaire Démocrate de 2024 du 5e district congressionnel de l'Illinois | Primaire Démocrate de 2024 du 5e district congressionnel de l'Illinois |
| ---------------------------------------------------------------------- | ---------------------------------------------------------------------- | ---------------------------------------------------------------------- | ---------------------------------------------------------------------- | ---------------------------------------------------------------------- |
| Parti                                                                  | Parti                                                                  | Candidat                                                               | Votes                                                                  | %                                                                      |
|                                                                        | Démocrate                                                              | Mike Quigley (sortant)                                                 | 82 490                                                                 | 100%                                                                   |

| Primaire Républicaine de 2024 du 5e district congressionnel de l'Illinois | Primaire Républicaine de 2024 du 5e district congressionnel de l'Illinois | Primaire Républicaine de 2024 du 5e district congressionnel de l'Illinois | Primaire Républicaine de 2024 du 5e district congressionnel de l'Illinois | Primaire Républicaine de 2024 du 5e district congressionnel de l'Illinois |
| ------------------------------------------------------------------------- | ------------------------------------------------------------------------- | ------------------------------------------------------------------------- | ------------------------------------------------------------------------- | ------------------------------------------------------------------------- |
| Parti                                                                     | Parti                                                                     | Candidat                                                                  | Votes                                                                     | %                                                                         |
|                                                                           | Républicain                                                               | Tom Hanson                                                                | 14 806                                                                    | 55,4                                                                      |
|                                                                           | Républicain                                                               | Malgorzata McGonigal                                                      | 11 916                                                                    | 44,6                                                                      |

| Élection de 2024 du 5e district congressionnel de l'Illinois | Élection de 2024 du 5e district congressionnel de l'Illinois | Élection de 2024 du 5e district congressionnel de l'Illinois | Élection de 2024 du 5e district congressionnel de l'Illinois | Élection de 2024 du 5e district congressionnel de l'Illinois |
| ------------------------------------------------------------ | ------------------------------------------------------------ | ------------------------------------------------------------ | ------------------------------------------------------------ | ------------------------------------------------------------ |
| Parti                                                        | Parti                                                        | Candidat                                                     | Votes                                                        | %                                                            |
|                                                              | Démocrate                                                    | Mike Quigley (sortant)                                       | 251 025                                                      | 69,0                                                         |
|                                                              | Républicain                                                  | Tom Hanson                                                   | 112 931                                                      | 31,0                                                         |
|                                                              | Indépendant                                                  | Frank Rowder (write-in)                                      | 9                                                            | 0,0                                                          |
| Total des votes                                              | Total des votes                                              | Total des votes                                              | 363 965                                                      | 100 %                                                        |
|                                                              | Les Démocrates conservent                                    |                                                              |                                                              |                                                              |